# Flaga Wysp Marshalla
Flaga Wysp Marshalla – prostokątna, niebieska z gwiazdą w lewym górnym rogu oraz pasem pomarańczowo–białym przechodzącym na ukos przez flagę. Została wprowadzona 1 maja 1979 roku.

## Symbolika
Flaga przedstawia położenie Wysp Marshalla (symbolizowanego przez gwiazdę) kilka stopni na północ od równika (pasy skośne) na Oceanie Spokojnym (niebieski płat flagi). Dwadzieścia cztery promienie gwiazdy reprezentują dwadzieścia cztery gminy. Cztery dłuższe promienie symbolizują gminy o największym znaczeniu: Majuro, Wotje, Jaluit, Kwajalein. Promienie te tworzą krzyż, co ma podkreślić znaczenie chrześcijaństwa. Dwa pasy reprezentują ciągi wysp – Ratak, czyli łańcuch wschodzącego Słońca (biały) i Ralik, czyli łańcuch zachodzącego Słońca (pomarańczowy).